# Senhas
Senhas é o segundo álbum de estúdio da cantora e compositora brasileira Adriana Calcanhotto, lançado em 29 de julho de 1992 pela Columbia, com distribuição da Sony Music Brasil. Com produção de Adriana e Ricardo Rente, o álbum é o primeiro onde a artista assina como compositora, produzindo 9 das 13 faixas totais do material. O disco também rendeu suas primeiras canções de sucesso, "Esquadros" e "Mentiras" — esta última se tornando um sucesso de rádio em 1993, a partir de sua inclusão na trilha sonora da telenovela Renascer, da TV Globo.

## Antecedentes e produção
O álbum levou 1 ano para ser produzido e uma prévia do material foi apresentado antes de seu lançamento, ainda em 1992, em turnê autointitulada. Em entrevistas, Adriana relata que quando lançou o álbum Enguiço (1990), ele já não representava a sua identidade e que as gravações não a satisfaziam, afirmando que ele era um conjunto de músicas que havia gravado. Ao falar de Senhas para o Jornal do Brasil, a artista definia como um álbum mais pessoal: "O LP anterior não tinha bem a minha mão. Senhas é mais abrangente. Os arranjos são meus e eu também toco violão." Ela também complementa: "Pensei numa textura sonora diferente do anterior. Ele está mais sujo, mais rústico e também mais escuro. Musicalmente, ele tem o efeito dos ritmos negros em mim. No disco anterior, a cantora está mais impessoal. Aqui existem sutilezas. São senhas, ideias com a intenção de me traduzir melhor, de uma maneira mais plural e complexa. E, internamente, mais contraditória.
A maior parte das composições é de autoria da própria Adriana, com algumas regravações de outros artistas, tais como Barão Vermelho em "Milagres" e Titãs em "Miséria". Do álbum saíram dois dos maiores sucessos da carreira de Adriana: "Esquadros" — que foi dedicada ao irmão da cantora, Cláudio Calcanhotto (também músico, que participou do processo de criação de letra e música), ao contrário de boatos difundidos na internet, alegando que a canção faz referência a um irmão de Adriana que teria deficiência visual — e "Mentiras" (dedicada ao professor, gravurista e pintor Iberê Camargo), incluída na trilha sonora da telenovela Renascer em 1993. Outra faixa, "Motivos", fora dedicada ao compositor Péricles Cavalcanti. A faixa "Velhos e Jovens" era nomeada "Amazonas II" durante os shows da turnê que antecedeu o lançamento do álbum.
Apesar do sucesso de "Mentiras", Adriana chegou a declarar em entrevista ao Jornal do Brasil que a faixa era "a pior do disco, um layout do que poderia ser uma música boa".

## Alinhamento de faixas
Todas as faixas tem produção de Adriana Calcanhotto e Ricardo Rente.
| Alinhamento completo |                                                                               | |         |  |
| N.º                  | Título                                                                        | Compositor(es)                                                                                          | Duração |  |
| 1.                   | "Senhas"                                                                      | Adriana Calcanhotto                                                                                     | 3:35    |  |
| 2.                   | "Mentiras"                                                                    | Calcanhotto                                                                                             | 2:59    |  |
| 3.                   | "Esquadros"                                                                   | Calcanhotto                                                                                             | 3:08    |  |
| 4.                   | "Tons" (part. Mangueira do Amanhã)                                            | Calcanhotto                                                                                             | 3:25    |  |
| 5.                   | "Mulato Calado"                                                               | Benjamin Batista Marília Batista                                                                        | 2:07    |  |
| 6.                   | "Segundos"                                                                    | Calcanhotto                                                                                             | 1:19    |  |
| 7.                   | "Negros / Aquarela do Brasil (música incidental)" (part. Mangueira do Amanhã) | Calcanhotto Ary Barroso                                                                                 | 3:03    |  |
| 8.                   | "Graffitis / SKA (música incidental)"                                         | Calcanhotto Herbert Viana [a]                                                                           | 3:53    |  |
| 9.                   | "Água Perrier"                                                                | Calcanhotto Antônio Cícero                                                                              | 4:13    |  |
| 10.                  | "Velhos e Jovens"                                                             | Péricles Cavalcanti Arnaldo Antunes                                                                     | 1:54    |  |
| 11.                  | "O Nome da Cidade"                                                            | Caetano Veloso                                                                                          | 3:10    |  |
| 12.                  | "Motivos"                                                                     | Calcanhotto                                                                                             | 1:32    |  |
| 13.                  | "Milagres / Miséria" (part. Moleque de Rua)                                   | Cazuza [b] Roberto Frejat [b] Denise Barroso [b] Arnaldo Antunes [c] Sérgio Britto [c] Paulo Miklos [c] | 3:28    |  |
| Duração total:       | Duração total:                                                                | Duração total:                                                                                          | 38:13   |  |

- Por questões de espaço, a faixa "Negros / Aquarela do Brasil" não esteve na versão LP do álbum.
- ↑[a]  creditado por "SKA"
- ↑[b]  creditados pela composição de "Milagres"
- ↑[c]  creditados pela composição de "Miséria"

## Recepção

### Crítica profissional
| Críticas profissionais                                                      | Críticas profissionais |
| Avaliações da crítica                                                       | Avaliações da crítica  |
| Fonte                                                                       | Avaliação              |
| --------------------------------------------------------------------------- | ---------------------- |
| All Music                                                                   | [ 6 ]                  |
| Esta tabela precisa de ser acompanhada por texto em prosa. Consulte o guia. |                        |

Tárik de Souza, para o Jornal do Brasil, deu 2 estrelas de 5 para Senhas, avaliando o material a partir de frase do poeta Waly Salomão escrita no material de release do álbum. Ele avalia as escolhas da artista no primeiro álbum onde aparece como compositora, afirmando que "o jeito cool punk, entre o riso no canto da boca e o recurso a emissão resfriada, operam como um carimbo digital. Adriana prefere jogar os dados, expor os conflitos, e vestir a pele de uma pintora de ambientes — não fosse ela a autora da concepção das capas policrômicas de seus discos."

### Desempenho comercial
Em julho de 1993, o álbum já havia vendido 110 mil cópias, impulsionado com o sucesso da faixa "Mentiras" na trilha sonora da novela Renascer. O álbum recebeu um disco de ouro (o que significa que vendeu mais de 150 mil cópias no país).

## Créditos
Todo o processo de elaboração de Senhas atribui os seguintes créditos:
Locais de gravação
- Impressão Digital (Rio de Janeiro, RJ)
- Transamérica (São Paulo, SP): percussão da faixa 13, gravado por João Roberto Guarino com assistência de Rogério Frabetti.

Visuais e imagem